# Божић у Италији
Божић у Италији почиње 8. децембра, празником Пречисте, даном на који се традиционално поставља јелка, а завршава се 6. јануара наредне године Богојављењем, а у неким областима се женске лутке спаљују на ломачи, да симболизује, уз крај божићног периода, смрт старе и почетак нове. 26. децембар (Дан Светог Стефана, на италијанском Giorno di Santo Stefano), је такође државни празник у Италији. Италијански израз Natale потиче од латинског natalis, што буквално значи 'рођење', а поздрави на италијанском су buon Natale и felice Natale.
Традиција јаслица потиче из Италије. Један од најранијих приказа у уметности рођења рођен је у ранохришћанској римској катакомби Светог Валентина. Прве сезонске јаслице, које су изгледа биле драматичне, а не скулптуралне, приписане су Светом Фрањи Асишком. Фрањине јаслице из 1223. у Гречију се обележавају у календарима католичког, лутеранског и англиканског литургијског календара, а његово стварање  описује Бонавентура 1260. Сцене јаслица је популаризовао Свети Фрања Асишки из 1223., брзо се проширивши по Европи. Чини се да је прва јелка у Италији подигнута у Квириналској палати по налогу краљице Маргерите, крајем 19. века. У Италији се најстаријом божићном пијацом сматра она у Болоњи, која је први пут одржана у 18. веку и повезана са празником Свете Луције. Типични носиоци поклона из божићног периода у Италији су Света Луција (13. децембар), Дете Христос, Babbo Natale (име дато Деда Мразу) и на Богојављење, Бефана.
По традицији, вечера за Бадње вече не сме да садржи месо. Популарно божићно јело у Напуљу и јужној Италији је јегуља. Традиционално божићно јело из северне Италије је копун (пилетина). Божићна вечера се традиционално састоји од типичних италијанских божићних јела, као што су ањолини, панетоне, пандоро, и др. Божић се обележава породичним ручком, који се такође састоји од различитих врста тестенина и јела од меса, сира и локалних слаткиша.

## Историја
Хришћанство се рано проширило у Италију, а до 4. века Божић се први пут славио као рођење Исуса Христа. Католичка црква је установила 25. децембар као званични датум за Божић, усклађујући га са римским фестивалом Сол Инвиктус, који се славио отприлике у исто време. То је помогло да се олакша претварање паганских обичаја у хришћанске прославе.
Једна од најпознатијих божићних традиција у Италији је сцена јаслица. Обичај се приписује светом Фрањи Асишком, који је 1223. створио прве живе јаслице у Гречију да би помогао људима да оживе божићну причу. Временом је постала омиљена традиција, а породице и градови стварали су замршене приказе рођења.

## Уопштеност
Празник Пречисте 8. децембра је државни празник у Италији. Божићни украси, укључујући јасле, као и јелку, обично се постављају на овај дан. 26. децембар (Дан Светог Стефана, на италијанском Giorno di Santo Stefano), је такође државни празник у Италији. Свечаности се протежу до краја године, а затим до Богојављења 6. јануара.
У Италији је Дан Светог Стефана постао државни празник 1947. Католичка црква га такође слави као верски празник, као што је то у Немачкој и другим земљама немачког говорног подручја. Разлог за државни празник у Италији, који Католичка црква не захтева упркос слави свеца, налази се у намери да се Божићни празник продужи, стварајући два узастопна државна празника, што се дешава и у случају Ускршњег понедељка, нерелигијски празник. Пре 1947. два дана су била радна, са отвореним банкама и канцеларијама.
Традиције у погледу размене поклона разликују се од региона до региона, јер се то може десити на Бадње вече или на Божић. Поклоне за децу испод јелке оставља Деда Мраз или, према старијим традицијама, сам Беба Исус. У неким крајевима деца добијају поклоне раније (на дан Свете Луције) или касније 6. јануара (Богојављење, на италијанском Epifania) украси се обично скидају, а у неким областима се женске лутке спаљују на ломачи, да симболизују, уз крај божићног периода, смрт старе и почетак нове године.
Божић се у Италији прославља на сличан начин као у другим западноевропским земљама, са снажним нагласком на хришћанско значење празника и његову прославу од стране Католичке цркве. Сасвим је уобичајено присуствовати поноћној миси на Бадње вече и практиковати стари обичај уздржавања од меса током дана (али не и пост, који поштује Православна црква).
Док друге хришћанске породице широм света славе Бадње вече са разним врстама меса, Италијани (посебно Сицилијанци) славе традиционалну католичку „Гозбу седам риба“ која се историјски служила након 24-часовног поста. Иако божићни пост више није популаран обичај, неки Италијани-Американци и даље уживају у гозби без меса  и присуствују поноћној миси. У различитим културама, свечана вечера се традиционално служи за породицу и блиске пријатеље који присуствују, када прва звезда (обично Сиријус) се појављује на небу.
Божићна вечера традиционално се састоји од типичних италијанских божићних јела, као што су копун, јагњетина, јегуља, панетоне, у зависности од регионалне кухиње. Божић 25. децембра обележава се породичним ручком, који се такође састоји од различитих врста тестенина и јела од меса, сира и локалних слаткиша.

## Верске прославе
Од 16. децембра до Бадње вечери у католичкој цркви се чита Божићна деветница.
На Бадње вече, служи се Божићна ноћна миса, која се назива и Поноћница. У ноћи 31. децембра, на Нову годину, на вечерњој миси празника Марије, Богородице, обично се пева Те Деум у знак задовољства за протеклу годину.

## Популарне традиције

### Јаслице
Традиција јаслица потиче из Италије. Један од најранијих приказа у уметности рођења рођен је у ранохришћанској римској катакомби Светог Валентина. Датира око 380. године нове ере.
Прве сезонске јаслице, које су изгледа биле драматичне, а не скулптуралне, приписане су Светом Фрањи Асишком . Фрањине јаслице из 1223. године у Гречију се обележавају у календарима католичког, лутеранског и англиканског литургијског календара, а његово стварање описује свети Бонавентура у свом Житију св. Фрањо Асишки в. 1260. Сцене јаслица је популаризовао Свети Фрања Асишки из 1223. године, брзо се проширивши по Европи. У Италији су се затим прошириле регионалне традиције јаслица, као што су болоњски јаслић, ђеновшки креветић и напуљски креветић .
У јужној Италији, живе јаслице су изузетно популарне. Можда су то сложени послови, који не приказују само класичне јаслице, већ и лажно сеоско село из 19. века, заједно са занатлијама у традиционалним ношњама које раде у својим занатима. Они привлаче многе посетиоце и емитовани су на телевизији RAI, националној јавној радиодифузној компанији Италије. 2010., стари град Матера у Базиликати био је домаћин највеће светске живе јаслице тог времена, која је изведена у историјском центру Саси .

### Бадњак
Традиција бадњака у Италији је посведочена од 11. века. Детаљан опис ове традиције дат је у књизи штампаној у Милану у 14. веку. Бадњак се појављује под различитим називима у зависности од региона: у Тоскани је познат као ciocco, док је у Ломбардији познат као zocco. У Вал ди Чијани, у Тоскани, био је обичај да деца са повезом на очима ударају клештима о блок, док је остатак породице певао Ave Maria del Ceppo. Да је традиција некада била дубоко укорењена у Италији говори и чињеница да је Божић у Тоскани назван „празник балвана“.

### Божићна јелка
Традиција божићне јелке, германског порекла, такође је била широко прихваћена у Италији током 20. века. Изгледа да је прва јелка у Италији подигнута у Квириналској палати по налогу краљице Маргерите, крајем 19. века.
Године 1991. божићна јелка Gubbio, висока 650 метара и украшена са преко 700 лампица, ушла је у Гинисову књигу рекорда као највиша јелка на свету.

### Божићне пијаце
У Италији се најстаријом божићном пијацом сматра она у Болоњи, која се први пут одржава у 18. веку и повезана са празником Свете Луције. Традиција пијаца се, међутим, проширила у Италији претежно од 1990-их година 20. века, када су се родила прва модерна тржишта: међу њима је прва икада била она из Болцана, рођена 1991. године, коју су пратиле друге у области Алто Адиђеа, посебно у Мерану, Бресанонеу, Випитено и Брунику . Божићна пијаца у Тренту, основана 1993., позната је у Трентину. У Напуљу, где је традиција напуљских јаслица позната вековима, сваке године се одржава изложба сцена јаслица направљених у градским занатским радњама. Занимљиве су божићне пијаце на Пјаца Навони у Риму, у Верони, у Губију, у Алберобелу, у Аости, у Торину, у Астију, у Арецу, у Фиренци, у Трсту, у Ливињу, у Санта Марија Мађореу, Арку и у Чизон ди Валмариноу.

### Зампогнари
Типично италијанска традиција је zampognari, или мушкарци обучени као пастири и опремљени зампогном, двоструким певачким гајдама, који силазе са планина, свирајући божићну музику. Ова традиција, која датира из 19. века, посебно је распрострањена на југу земље.
Опис абрузских zampognari дао је Ектор Берлиоз 1832.

## Гастрономија

### Ањолини
Ањолини су врста пуњене тестенине на бази јаја која потиче из провинције Мантове и често се једу у супи или бујону. Рецепт за ањолоти је први објавио 1662. Бартоломео Стефани, кувар на двору породице Гонзага, у својој књизи Уметност доброг кувања. Рецепт се преноси с генерације на генерацију из мантуанских породица.

### Капелети
Капелети су италијанске пуњене тестенине у облику прстена тако назване због карактеристичног облика који подсећа на шешир. У поређењу са тортелинима, имају другачији облик, већу величину, дебље тесто и другачији фил. Порекло рецепта, веома распрострањеног на територијалној основи, је древно, традиционално и историјски везано за Емилију-Ромању  и Марке. Са ових простора се затим вековима ширио, постајући типично јело у разним градовима.

### Копун
У северној Италији копун се једе као јело од меса које се служи на Божић. Ова традиција датира још из средњег века, када се чорба копуна конзумирала током божићних празника, који су такође били везани за прославе зимског солстиција . Конкретно, у Милану, око Божића, подигнута су четири копуна, што је дубоко укорењена традиција такође забележена у Вереници Алесандра Манцонија, која се генерално сврстава међу ремек дела светске књижевности. Четири копуна за божићне празнике у Милану јела су се, респективно, на празник Светог Амвросија, на Божић, на Нову годину и на Богојављење.
Типичан божићни рецепт је пуњени копун. За фил се користи млевено телеће месо или кобасица, бајат хлеб и млеко, све ароматизовано бибером, рузмарином, белим луком, жалфијом и першуном. Традиционално, копун се затим сервира за столом украшен семенкама нара, што је један од најстаријих симбола повезаних са плодношћу и благостањем.

### Панетоне
Панетоне је италијанска врста слатког хлеба и воћног колача, пореклом из Милана, који се обично припрема за Божић и Нову годину у западној, јужној и југоисточној Европи, као и у Јужној Америци, Еритреји, Аустралији, Сједињеним Државама и Канади.
Порекло овог десерта вероватно датира из 12. века. Име panettone можда потиче од pan del Ton, позивајући се на једну од легенди о пореклу ове посластице, коју је наводно створио дечак по имену Тони у служби војводе Лудовика. Овај божићни колач посебно су ценили писац Алесандро Манцони и композитор Ђузепе Верди.

## Дочек Нове године
У Италији, дочек Нове године се слави посматрањем традиционалних ритуала, као што је ношење црвеног доњег веша. Древна традиција у јужним крајевима која се данас ретко поштује била је одлагање старих или некоришћених предмета бацањем са прозора.
Вечера се традиционално једе са рођацима и пријатељима. Често укључује, сочиво, паленту (у северној Италији) и сл. У 20:30, обраћање председника Италије нацији, у продукцији државне телевизије, емитује се широм земље на радио и ТВ мрежама.
Данас се ретко поштује традиција која се састоји у једењу чорбе од сочива, по једна кашика по звону. Ово би требало да донесе срећу; округла сочива представљају новчиће.
Вече се обично проводи са породицом или пријатељима на тргу (где се организују концерти или разне забаве), али и код куће. Углавном, почевши од 10 секунди пре поноћи, уобичајено је одбројавање до нуле, пожелети срећну нову годину, наздравити шампањцем и гледати или палити ватромет, петарде или пушке напуњене ћорцима.
На телевизији, Rai 1 емитује специјал за дочек Нове године у 21:00 под називом L'anno che verrà.